# Said Mohamed Jaffar

Flagge des État comorien under Said Mohamed Jaffar 1975

Prinz Said Mohamed Jaffar (Said Mohamed Jaffar El Amjad; arabisch سعيد محمد جعفر; geb. 14.  April 1917 oder 14. April 1918; gest. 22. Oktober 1993) war ein komorischer Politiker. Er war der zweite Präsident der Komoren im État comorien (August 1975–Januar 1976), sowie Chief Minister der Regierung von Juli bis Dezember 1972.
Am 3. August 1975 stürzte eine Koalition aus sechs Parteien, die United National Front, die Regierung von Ahmed Abdallah mit Hilfe von Söldnern unter der Führung von Bob Denard.
Said Mohamed Jaffar hatte einen versöhnlichen Ansatz gegenüber Frankreich und dem Konflikt um Mayotte. Er hielt eine Rede zur Anerkennung des Staats der Komoren, État comorien, bei den Vereinten Nationen im November 1975. Im Januar 1976 musste Jaffar die Macht an den links-radikalen Ali Soilih abgeben.
Er ging ins Exil nach Frankreich, wo er 1973 in den Französischen Senat gewählt wurde.
Said Mohamed Jaffar war der Onkel von Said Atthoumani, welcher nach einem Staatsstreich kurzzeitig regierte, nachdem Ali Soilih im Mai 1978 abgesetzt wurde.